# Pomona Valley

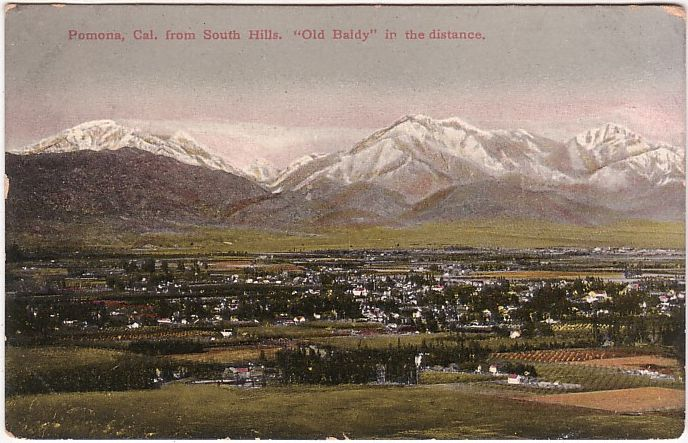
Pomona Valley rond 1910

De Pomona Valley, gelegen tussen de San Gabriel Valley en de San Bernardino Valley in de Inland Empire regio van zuidelijk Californië, is de grens tussen Los Angeles County en San Bernardino County.
Sommige inwoners beschouwen de Pomona Valley als een uniek geografisch gebied, anders dan zowel Los Angeles als de Inland Empire.

## Demografie
The inwoners van de Pomona Valley zijn grotendeels Kaukasisch en Hispanic. In tegenstelling tot de bevolking van de San Gabriel Valley, is het aantal Aziatische inwoners veel kleiner.

## Hoger onderwijs
De regio heeft de volgende instituten waar hoger onderwijs kan worden gevolgd.
- California State Polytechnic University - Pomona (Cal Poly Pomona), Openbaar- Pomona
- Chaffey College, community college - Rancho Cucamonga
- Claremont Colleges, liberal arts and engineering - Claremont
  - Claremont McKenna College
  - Harvey Mudd College
  - Pitzer College
  - Pomona College
  - Scripps College
  - Claremont Graduate University
- DeVry University, Technische instelling - Pomona
- University of La Verne, privé- La Verne
- Western University of Health Sciences, privé - Pomona

## Lokale bezienswaardigheden
- Fairplex, Los Angeles County Fair jaarlijks feest- Pomona
- Montclair Plaza - Montclair
- Ontario Mills, winkelcentrum - Ontario
- Pomona Valley Air Fair - Upland
- Raging Waters, water park - San Dimas
- Rancho Santa Ana Botanic Garden - Claremont
- Victoria Gardens, onoverdekt winkelcentrum - Rancho Cucamonga
- Ygnacio Palomares Adobe - Pomona
- La Casa Primera de Rancho San Jose - Pomona

## Vervoer
De Pomona Valley heeft de volgende snelwegen:
- San Bernardino Freeway (Interstate 10)
- Foothill Freeway (Interstate 210)
- Ontario Freeway (Interstate 15)
- Pomona Freeway (State Route 60)
- Chino Valley Freeway (State Route 71)

De Ontario snelweg leidt naar Las Vegas, Nevada. De Pomona snelweg verbindt naar Riverside.

## De belangrijkste wegen die Ponoma Valley doorkruisen
- Central Ave (Chino, Montclair, Upland)
- Euclid Ave.  (Ontario, Upland, Chino)
- Foothill Blvd.
- Grand Ave.  (Chino Hills, Diamond Bar)
- Garey Ave.  (Chino Hills, Pomona, Claremont)
- Holt Ave. (Pomona; becomes Valley Blvd from Pomona to Los Angeles)
- Holt Blvd. (Montclair, Ontario)
- Mission Blvd.  (Pomona, Montclair, Ontario)
- Mount Baldy Road  (Claremont, San Antonio Heights, en Mt. San Antonio)

In Claremont, leidt de Mt. Baldy Road naar de skiliften van Mount San Antonio (bijgenaamd "Mt. Baldy") in de San Gabriel Mountains.
Bij de stad Ontario ligt het vliegveld Ontario International Airport (ONT). Cable Airport is nog een klein vliegveld in Upland.

## Gemeenten
Tot de steden van Pomona behoren onder meer:
- Chino
- Chino Hills
- Claremont
- Diamond Bar
- La Verne
- Montclair
- Ontario
- Pomona
- Rancho Cucamonga
- San Antonio Heights
- San Dimas
- Upland

## Media

### Kranten in de regio
- Claremont Courier
- Inland Valley Daily Bulletin, met het kantoor in Ontario